# Vita Sidorkina
Vitalina Sidorkina, detta Vita (in russo Вита Сидоркина; Chabarovsk, 20 marzo 1994), è una supermodella russa.

## Biografia
Nata e cresciuta nella cittadina di Khabarovsk, si è trasferita a New York City all'età di 17 anni per diventare una modella. La sua carriera iniziò nel momento in cui sfilò per la prima volta durante la New York Fashion Week.

## Carriera
Nel 2012, ha posato per L'Officiel (Singapore) e per la copertina di Alexis ed Elle.
Nel 2013, è stata scelta per l'editoriale di Creem e per la copertina di Designaré.
Nel 2014, ha posato per Vanity Fair (Italia). Da quell'anno ha spesso posato per la marca di lingerie Victoria's Secret e per la loro linea più giovanile, PINK.
Nel 2015, ha sfilato al Victoria's Secret Fashion Show. Lo stesso anno, è stata fotografata per un editoriale su Marie Claire (Spagna), Dressed to Kill, Teen Vogue, Paper e Telva dove è apparsa anche sulla sua copertina. Ha pubblicizzato BCBG Max Azria, Spinelli Kilcollin e Lefties.
Nel 2017 fa il suo debutto sulla rivista Sports Illustrated Swimsuit Issue.

## Vita privata
Sostiene la Voss Foundation. Nel 2014, ha presentato la seconda annuale raccolta fondi della Voss Foundation a Georgica nel East Hampton.
Il 29 Luglio 2017 ha sposato, a Ravello, Valerio Morabito di 20 anni più grande. La coppia ha una figlia nata a Miami il 15 novembre 2018.

## Campagne pubblicitarie
- BCBG Max Azria P/E (2015) A/I (2016)
- Elie Tahari A/I (2015)
- Letfies A/I (2015)
- Spinelli Kilcollin A/I (2015)